# ヴィリー・プフナー

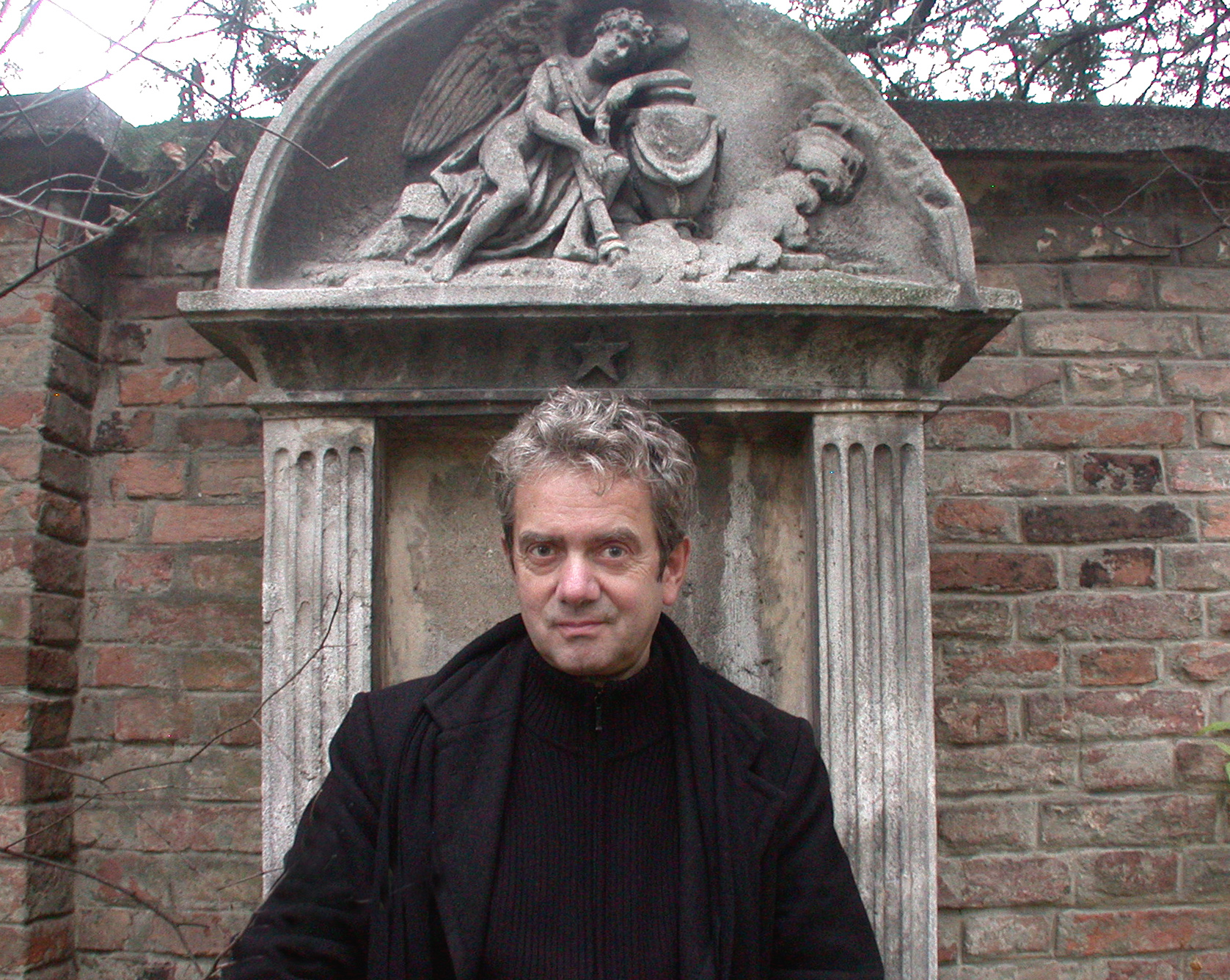
Willy Puchner

ヴィリー・プフナー（Willy Puchner, 1952年3月15日 – ）は、オーストリア出身の写真家、アーティスト、素描家、作家。ニーダーエスターライヒ州ミステルバッハ生まれ。

## 来歴
ヴィリー・プフナーは、ニーダーエスターライヒ州ミステルバッハ・アン・デア・ザイヤで写真家夫婦の息子として生まれる。1967年から1974年までウィーンの高等グラフィック専門学校の写真科で学び、その後、2年間同校の教師として従事。1978年より、フリーランスの写真科、素描家、アーチスト、作家として活動。1983年から1988年まで、大学で哲学、ジャーナリズム、歴史および社会学を学ぶ。1988年には社会哲学論文「プライベート・フォトグラフィーについて」で修士号取得。1989年より、定期的にウィーン新聞（官報、Wiener Zeitung）で従事。
プフナーは「ペンギンの憧憬（邦題：ペンギンカップルジョーとサリーの世界漫遊記）」のプロジェクトで知られるようになった。 彼はポリエステル製のペンギンのカップルである、ジョー&サリーをお供に、4年間彼の、私たちの憧れの街々を訪れた。 海、砂漠、ニューヨーク、シドニー、北京、パリ、ベニス、東京、ホノルル、カイロを訪れると、そこの写真を残していった。ペンギンの目を通すと、一見見慣れた、何度も写真で見ている景色も、また違って新鮮に映る。フレディー・ランガーは、このプロジェクトについてフランクフルター・アルゲマイネ紙にこう書いている。
「有名な観光地の前で、あたかもバカンス中かのようにして、このカップルにポーズを取らせ写真を撮っている。 このようにして、彼は20世紀で最も美しい旅行アルバムを作成した。」 『ペンギンカップル、ジョーとサリーの世界漫遊記』（FAZ 2001年3月21日掲載）
彼が素描し、手書きした（旅行の）素材ブックは、『自然の日記』（2001年）および『絵に描いた旅心』（2006年）として出版され、“たゆみなき世界測量”は、おそらく地球の経緯体系の中で彼自身の場所を見つけたいと言う願望として続いている。
プフナーは、老人のテーマを多く扱い、そこから生まれたプロジェクトとして、『90歳代』、『年寄りとの会話』、『100歳代』、『人生の話と写真』、『高齢者の愛』などがある。

## 展覧会
- Museum Moderner Kunst ウィーン現代美術館
- Künstlerhaus ウィーン・キュンストラーハウス、N.Ö. ギャラリー
- ウィーン20世紀美術館
- Österreichisches Fotomuseum, オーストリア写真博物館 バート・イッシュル
- Steirischer Herbst, グラーツ・シュタイヤーマルクの秋・フェスティバル
- その他、ベルリン、ブラウンシュヴァイク、ブレーメン、ミュンヘン、ノースフォーク、ワシントン（USA） 、ボンベイ（インド）、ベイルート（リバノン）、さらに東京、大阪、大分、名古屋、札幌等日本各地で展覧会を開催。

## 作品
- Bäume 木, 1980, (文： Henry David Thoreau), ISBN 3-85447-271-4
- Zum Abschied, zur Wiederkehr（別れに、帰来に）1981 (文：Hermann Hesse ヘルマン・ヘッセ), ISBN 3-20601-222-8
- Gestaltung mit Licht, Form und Farbe（光と形と色を使った形成）1981, ISBN 3-87467-207-7
- Bäume（オーストリア各都市の木）, 1982, (文： Harald Sterk), ISBN 3-21701-262-3
- Strahlender Untergang（輝きの滅亡）, (文：クリストフ・ランスマイアー), 1982, ISBN 3-85447-006-1
- Andalusien（アンダルシア）, (文： Walter Haubrich), 1983, ISBN 3-7658-0420-7
- Bilder österreichischer Landschaft（オーストリア景観）、(文：Harald Sterk), 1983, ISBN 3-21701-189-9
- Die Wolken der Wüste, （砂漠の雲）1983 (文： Manfred Pichler), ISBN 3-89416-150-7
- Dorf-Bilder（村の写真）、1983, ISBN 3-21800-387-3
- Zugvögel seit jeher（昔からの渡り鳥）1983, (文： Erich Hackl), ISBN 3-21024-848-6
- Das Herz des Himmels（空の心）、1985, (文：Erich Hackl), ISBN 3-21024-813-3
- Die Sehnsucht der Pinguine（ペンギンカップル、ジョーとサリーの世界漫遊記）、1992, ISBN 3-44617-200-9
- Ich bin ...（私は. . . ）1997, ISBN 3-79182-910-6
- Tagebuch der Natur（自然の日記）、2001, ISBN 3-85326-244-9
- Flughafen. Eine eigene Welt（空港、独自の世界）、 2003, ISBN 3-85326-277-5
- Die Sehnsucht der Pinguine（ペンギンカップル、ジョーとサリーの世界漫遊記）、新装改訂版2004, ISBN 3-89405-518-9
- Illustriertes Fernweh. Vom Reisen und nach Hause kommen（絵に描いた旅心、旅路と帰来について）、2006, ISBN 3-89405-389-5
- Wien. Vergnügen und Melancholie, (ウィーン) 2008, ISBN 3-85033-159-8

## 日本語版
- ペンギンカップル ジョーとサリーの世界漫遊記 1994年 （出版社：文藝春秋） ISBN 978-4163804002

## 雑誌等での報道
Extrablatt, Konkret, Mare, Stern, Geo, Life（USA）, Corriere della Sera（イタリア）, マルコポーロ（日本）, Universum（オーストリア）, Falter, Wiener Zeitung など。

## 映画・ビデオ
- 映画用脚本（共著）劇場用映画 ”Kino im Kopf（頭の中の映画館）“, 監督: Michael Glawogger, ウィーン 1996年

## 主な受賞歴
- 1983 Theodor-Körner-Preis テオドール・ケルナー美術賞
- 1988 Theodor-Körner-Preis テオドール・ケルナー社会科学賞
- 2002 Österreichischer Staatspreis für Kinder- und Jugendliteratur “Tagebuch der Natur（自然の日記）” オーストリア国家児童青少年文学賞
- 2002 Kinderbuchpreis der Stadt Wien “Tagebuch der Natur（自然の日記）” ウィーン市児童書賞

## リンク
- Website Willy Puchner - 公式サイト